# (7447) Marcaurèle
(7447) Marcaurèle, désignation internationale (7447) Marcusaurelius, est un astéroïde de la ceinture principale.

## Description
(7447) Marcaurèle est un astéroïde de la ceinture principale. Il fut découvert par Cornelis Johannes van Houten, Ingrid van Houten-Groeneveld et Tom Gehrels le 17 octobre 1977 à l'observatoire Palomar. Il présente une orbite caractérisée par un demi-grand axe de 2,39 UA, une excentricité de 0,1007 et une inclinaison de 6,658° par rapport à l'écliptique.
Il fut nommé en hommage à l'empereur romain et philosophe stoïcien Marc Aurèle qui dirigea l'Empire romain à son apogée.

## Compléments